# Нижній Саянтуй
Нижній Саянтуй (рос. Нижний Саянтуй) — село Тарбагатайського району, Бурятії Росії. Входить до складу Сільського поселення Саянтуйське.
Населення — 2829 осіб (2015 рік).